# Raudsepa (Varstu)
Raudsepa – wieś w Estonii, w prowincji Võru, w gminie Varstu.